# Die Hebamme (Romanreihe)
Die Hebamme ist eine Romanreihe, bestehend aus fünf aufeinander folgenden Bänden und einem sechsten Band, welcher lose an die Ereignisse der anderen Bände anknüpft und etwa 100 Jahre später spielt (Blut und Silber). Geschrieben von Sabine Ebert führt die Hebammen-Saga in die Zeit der Regentschaft Kaiser Barbarossas und seines Sohnes Heinrich VI. So erleben die Leser, wie Ende des 12. Jahrhunderts Siedler durch den Dunklen Wald zogen, um Land östlich von Saale und Elbe zu erschließen, und wie das erste Silber im Erzgebirge gefunden wurde, während sich weltliche und geistliche Fürsten gegen Heinrich den Löwen auflehnten, den mächtigen Herzog von Sachsen und Bayern und Freund des Kaisers. Der vierte Band führt einige der Protagonisten mit Barbarossa auf den Dritten Kreuzzug ins Heilige Land, der fünfte mit dem Deutschen Kreuzzug erneut bis nach Akkon.

## Personen
Marthe
Marthe ist eine Heilkundige aus Franken. Sie hat rotbraune Haare und grüne Augen. Sie ist sehr hübsch, was ihr jedoch auch zum Verhängnis wird. Sie ist eine mutige, kluge Frau, die auch immer bereit ist, jedem zu helfen. Marthe hat das „Zweite Gesicht“, sie hat immer wieder Visionen von der Zukunft, die sich jedes Mal bewahrheiten. Trotz der vielen schrecklichen Dinge, die sie erlebt, verliert sie nicht den Lebensmut. Ihre Eltern waren Schäfer, die jedoch umgebracht wurden, als Marthe zwei Jahre war. Seitdem wurde sie von einer Kräuterfrau aufgezogen. Der erste Teil beginnt damit, dass die 14-jährige Marthe aus ihrem Dorf flieht, weil der Burgherr ihr Hände und Füße abschlagen will. Um zu überleben, schließt sie sich einem Siedlerzug an und gemeinsam gründet die Gruppe Christiansdorf, das spätere Freiberg. Sie wird die Frau von Ritter Christian und später von Ritter Lukas.
Christian
Christian ist Ritter in Diensten von Markgraf Otto von Meißen. Er hat markante Gesichtszüge und schwarzes Haar. Er ist mutig und leidenschaftlich, was ihn immer wieder in Gefahr bringt. Christian gilt als bester Schwertkämpfer in der Mark Meißen. Seine Eltern waren Spielleute, was niemand außer Christian, Marthe und Christians Ziehmutter Josefa wissen. Christian führt den Siedlerzug aus Franken in den Dunklen Wald, wo er mit den Siedlern Christiansdorf gründet. Vielleicht auch, weil er selbst aus armen Verhältnissen stammt, kümmert Christian sich sehr um die Rechte der Dorfbewohner und ist ein gerechter Herr. Seit der ersten Begegnung sind er und Marthe ineinander verliebt, auch wenn sie ihre Gefühle lange verbergen. Am Ende des ersten Teils heiraten Christian und Marthe und führen eine glückliche Ehe, in der drei Kinder geboren werden. Für Marthe riskiert Christian alles. Am Ende des dritten Teils wird Christian bei einem Schauprozess von drei Pfeilen getötet.
Lukas
Lukas ist Christians bester Freund. Zu Anfang ist er Christians Knappe, später Ritter in seinem Dienst. Lukas ist ein gutaussehender Blondschopf mit blauen Augen. Er ist tapfer und meistens fröhlich. Er ist ein Frauenschwarm und hat immer wieder Affären. Da er Christians Schüler war, ist er ebenfalls ein guter Schwertkämpfer. Lukas ist der Erstgeborene eines reichen Ritters und Gutsbesitzers, der Silberfuchs genannt wird. Nachdem er jedoch die Verlobung mit einer Nachbarstochter verweigert, wird er enterbt. Lukas hat vor der Hochzeit mit Marthe zwei Söhne: Paul, der Sohn mit einer Magd, und Lukas, aus einer Ehe mit einer Dame, die bei der Geburt verstarb. Seit dem ersten Teil ist er in Marthe verliebt. Lukas heiratet Marthe nach Christians Tod, um ihre Ehre zu erhalten. Er hat jedoch immer das Gefühl, in Christians Schatten zu stehen. Sie haben einen Sohn, Konrad. Erst am Ende des vierten Teils kann Marthe ihm ohne Vorbehalte ihre Liebe eingestehen.
Markgraf Otto
Otto von Meißen, genannt Der Reiche, ist der Dienstherr von Christian und den anderen Rittern. Er ist nicht besonders gutaussehend und schon über die 50 Jahre alt. Otto ist jähzornig und trifft Entscheidungen aus dem Bauch heraus. Durch den Silberabbau in Christiansdorf kommt Otto zu viel Reichtum. Im vierten Teil wird Otto von seinem Sohn Albrecht gefangen genommen, womit er die Macht an sich reißen will. In der Folge erleidet Otto einen Schlaganfall und stirbt.
Markgräfin Hedwig
Hedwig von Ballenstedt ist die Frau von Otto. Sie ist eine schöne Frau mit blonden Haaren. Sie ist klug und meistens sanftmütig. Nur durch ihren Einfluss trifft Otto auch gute und richtige Entscheidungen. Allerdings kann sie nicht immer Unheil verhindern. Sie schenkt Otto vier Kinder, von denen sie besonders ihren Sohn Dietrich liebt. Doch wahre Liebe findet sie erst in der Gestalt von Dietrich von Landsberg, dem Bruder ihres Mannes. Im dritten Teil stirbt Dietrich jedoch. Nach Ottos Tod wird Hedwig von ihrem Sohn Albrecht nach Seußlitz verbannt.
Randolf
Randolf ist ein edelfreier Ritter in Ottos Diensten und Christians Erzfeind. Er ist ein weißblonder Hüne mit eisblauen Augen. Randolf ist gewalttätig und grausam, jedoch nicht besonders klug. Seiner Frau Richenza hat jedoch diese Eigenschaften, sie ist intrigant und berechnend. Randolf lehrt in den ersten beiden Teilen die Bewohner von Christiansdorf das Fürchten. Er wütet grausam und Menschen sterben. Am Ende des zweiten Teils bekommt Christian endlich die Gelegenheit, sich an Randolf zu rächen, welcher durch ein Gottesurteil gerichtet wird.
Graf Dietrich
Dietrich von Weißenfels ist der zweite Sohn von Markgraf Otto und Hedwig. Er hat braune Haare und ist sehr gutaussehend. Dietrich ist mutig und fühlt sich – ebenso wie sein Lehrmeister Christian – den ritterlichen Idealen verpflichtet. Seit seiner Kindheit ist er mit seinem Bruder Albrecht verfeindet. Im fünften Teil kann Dietrich ihm jedoch im Kampf die Stirn bieten. Nach Albrechts Tod wird er Markgraf von Meißen. Seit dem vierten Teil sind Dietrich und Clara, Marthes Tochter, ineinander verliebt. Allerdings braucht Dietrich im Kampf gegen seinen Bruder die Unterstützung des Landgrafen von Thüringen. Als Gegenleistung fordert der Landgraf, dass Dietrich seine Tochter heiratet. Schweren Herzens muss Dietrich auf diesen Handel eingehen.
Thomas
Thomas ist der älteste Sohn von Marthe und Christian. Er sieht Christian sehr ähnlich. Auch in seinem Charakter ähnelt er seinem Vater. Allerdings ist er nach dem Kreuzzug gebrochen. Um dem neuen Markgrafen Albrecht zu entkommen, nimmt Thomas unter Dietrich von Weißenfels am Dritten Kreuzzug teil. Nach all dem Leid ist er vollkommen zerstört. Erst, als er mit Dietrich erneut ins Heilige Land, nach Akkon, reist, können seine inneren Wunden durch eine Frau geheilt werden. Er heiratet sie und bleibt als Stadtwache in Akkon.
Clara
Clara ist die Tochter von Christian und Marthe. Im Gegensatz zu Thomas sieht sie ihrer Mutter sehr ähnlich. Clara ist sanftmütig, aber auch eigensinnig. Wie Marthe hat sie die Gabe des zweiten Gesichts. Im vierten Teil muss sie Reinhard, einen Freund von Lukas, heiraten. Wider Erwarten wird ihre Ehe recht glücklich und Clara bringt eine Tochter zur Welt. Als sie Witwe wird, geht sie nach Weißenfels, weil Dietrich ihr Schutz versprochen hat. Sie ist in Dietrich von Weißenfels verliebt und nach seiner Verlobung finden die beiden Liebenden zusammen. Bis zur Hochzeit wird sie seine Geliebte und schenkt ihm zwei Söhne. Sie kehrt nach Freiberg zurück und heiratet schließlich den Slawen Boris von Zbor und wird mit ihm glücklich.

## Das Geheimnis der Hebamme

### Handlung
Im Kaiserreich Barbarossas im 12. Jahrhundert bilden Auseinandersetzungen zwischen Heinrich dem Löwen und sächsischen Fürsten den Hintergrund des Romans: Die 13-jährige Marthe ist nach dem frühen Tod ihrer Eltern in einem fränkischen Dorf bei einer Heilkundigen aufgewachsen, von der sie bereits alles Wissen gelernt hat, als die alte Heilkundige im Sterben liegt. So wird Marthe als Hebamme zum grausamen Burgherrn gerufen. Als dessen Sohn tot geboren wird, soll sie brutal bestraft werden. Marthe flieht, aber zieht damit die anhaltende Verfolgung durch zwei Reisige des Burgherrn auf sich. Für die Flucht schließt sich das Mädchen einer Gruppe Siedler an, die ostwärts in die Mark Meißen ziehen, um in einem noch unerschlossenen Gebiet Land urbar zu machen und ein Dorf zu gründen. In dieser Zeit beginnt Marthe, hellsichtige Eingebungen zu haben. Angeführt wird der Siedlertrek von dem idealistischen unfreien Ritter Christian. Er und Marthe entwickeln Gefühle füreinander, die sie aber aufgrund des Standesunterschiedes niemandem und schon gar nicht einander eingestehen. Nach ihrer Ankunft nimmt der Ritter Marthe aufgrund ihrer Heilkunst und ihrer Eingebungen mit nach Meißen zu Markgraf Otto und dessen Gemahlin Hedwig, denen sie ihre Dienste erweist. Dabei erregt die naive Marthe die Aufmerksamkeit lüsterner Edelleute – insbesondere des grausamen Randolf, Ottos bedeutendstem Ritter und Christians erbittertem Feind – und macht sich bzw. dem ihr zur Seite stehenden Christian weitere Feinde.
Zurück im Siedlerdorf, dem späteren Freiberg, das nach dem Ritter zunächst Christiansdorf genannt wird, wird Marthe von Randolf und seinen Freunden vergewaltigt. Daraufhin stimmt sie einer Ehe mit dem älteren Witwer Wiprecht zu. Sie hofft, als Ehefrau nicht wieder nach Meißen und in die Nähe Randolfs reisen zu müssen. Außerdem will sie Christian die Vergewaltigung verheimlichen, damit der nicht in Probleme geriete, wenn er Randolf zur Verantwortung zöge.
Bald darauf entdecken Hallenser Salzfuhrleute Silber in Christiansdorf. Für dessen Abbau bräuchte Markgraf Otto die Erlaubnis von Kaiser Barbarossa. Der ist ihm gerade wenig gewogen, weil Otto sich an einem Aufstand gegen Barbarossas wichtigsten Gefolgsmann, Heinrich den Löwen, beteiligt hat. So wird der Silberabbau zunächst in kleinem Stil und mit wenig Aufsehen begonnen. Markgraf Otto setzt jedoch bereits einen Herrenhof mit Randolf als Vogt in Christiansdorf ein, womit der Konflikt zwischen Christian und Randolf sich zuspitzt. Schließlich lassen Randolf und sein Verwalter unter fingierten Vorwürfen und Beugung des geltenden Rechts einen Siedler erhängen und andere grausam lebensgefährlich bestrafen. Auch Marthe, die den Männern hilft, gerät in Bedrängnis. Schließlich rettet Christian alle Siedler, in dem er sich im Tausch als Gefangener ausliefert. Christian wird auf Randolfs Burg gebracht, auf der Randolf ihn dort langsam zu Tode foltern will. Der Außenwelt wird hingegen mitgeteilt, Christian habe vor den Markgrafen Otto gebracht werden sollen, sei aber bei einem Fluchtversuch getötet worden. Als Marthe der Lüge aufgrund einer ihrer Eingebungen widerspricht, wird sie der Hexerei verdächtigt und muss fliehen. Ihr Ehemann Wiprecht stirbt, als er sich zwischen sie und ihre Verfolger wirft.
Marthe und Christians Knappe organisieren Christians Rettung. Christian und Marthe gestehen sich schließlich ihre Liebe und heiraten überstürzt in Christiansdorf. Bei Christians Befreiungsaktion konnte nebenbei die Geliebte von Markgraf Otto als Spionin seines Gegners, Heinrich des Löwen, entlarvt werden. Der dankbare und reuige Otto erhebt Christian und Marthe in den Stand freier Edelleute. Randolf wird für seinen Anteil an den Taten zu einer Reise ins Heilige Land verpflichtet, womit er für zwei bis drei Jahre fort sein wird. Die Zeit wollen die Siedler in Christiansdorf nutzen, um sich gegen neuerliche Feindseligkeiten zu wappnen.

### Personen
- Marthe:  junge Hebamme, Heilerin und Kräuterkundige
- Christian: Ritter im Dienst des Meißner Markgrafen und Anführer der Siedler
- Lukas: Christians Knappe
- Jonas: Schmied
- Hildebrand: Dorfältester
- Wiprecht: kurzzeitig Ehemann von Marthe
- Karl, Marie und Johanna: Marthes Stiefkinder
- Otto von Wettin: Markgraf von Meißen
- Hedwig: Gemahlin von Otto von Wettin
- Randolf: Ottos mächtigster Vasall und Erzfeind von Christian

Weitere Personen: Hermann (Bergmeister) und seine Tochter Gertrud, Bartholomäus (Dorfpfarrer), Giselbert, Ekkehart und Elmar (Ritter und Freunde Randolfs)

## Die Spur der Hebamme

### Handlung
Teil zwei der Saga setzt drei Jahre nach Ende des ersten Bandes ein: Heinrich der Löwe kehrt 1173 von seiner Pilgerfahrt ins Heilige Land zurück, was nicht nur für den Meißner Markgrafen den Beginn neuerlicher Kämpfe bedeutet. Auch die Christiansdorfer müssen sich auf schlechte Nachrichten gefasst machen: Mit dem Löwen ist auch Christians alter Feind Randolf zurück.
Marthe wird beschuldigt, heidnischen Aberglauben und Schadenzauber praktiziert zu haben, und kommt vor ein Kirchengericht. Als Christian ihr zu Hilfe eilen will, erfährt er, dass sie spurlos aus dem Kerker verschwunden ist. Seine verzweifelte Suche bleibt erfolglos, und so hat er schließlich nur eine Erklärung: Sie ist umgebracht worden, und ihr Leichnam wurde heimlich beseitigt. Er zerbricht fast daran, ebenso wie Lukas, der sich schuldig fühlt, weil seine ungeliebte Braut den Häschern Marthes Aufenthaltsort verraten hat.
Die Handlung führt die Protagonisten unter anderem auch nach Goslar, Braunschweig und auf die Wartburg. Die letzte Szene spielt in Chiavenna, als es im Januar 1176 zum Bruch zwischen Barbarossa und Heinrich dem Löwen kommt.

### Personen
- Marthe: junge Wehmutter, Heilerin und Kräuterkundige und Frau von Christian
- Christian: Ritter im Dienst des Meißner Markgrafen und Anführer der Siedler
- Lukas: Ritter Christians
- Thomas und Clara: Marthes und Christians Kinder
- Johanna, Marie und Karl: Stiefkinder von Marthe
- Randolf: Erzfeind von Christian
- Richenza: Frau von Randolf
- Sebastian: Beichtvater
- Ekkehart, Giselbert und Elmar: Ritter von Otto von Wettin und Randolfs Freunde

Weitere Personen: Jonas (Schmied), Till (Schreiber und Spielmann), Gero, Richard und Raimund (Ritter und Christians Freunde), Bartholomäus (Dorfpfarrer), Hermann (Bergmeister), Otto von Wettin und seine Ehefrau Hedwig, Wichmann (Erzbischof von Magdeburg)

## Die Entscheidung der Hebamme

### Handlung
Der dritte Teil der Geschichte um Marthe und Christian beginnt mit einer Episode vom Hoftag Barbarossas 1179 in Magdeburg, die sich tatsächlich zugetragen hat: Dietrich von Landsberg, der Bruder des Meißner Markgrafen Otto von Wettin, fordert Heinrich den Löwen zum Zweikampf auf Leben und Tod heraus. Ein beträchtlicher Teil dieses Buches schildert den Krieg gegen den Herzog von Sachsen und Bayern, der zur Ächtung des Löwen und zur Neuaufteilung seiner Herzogtümer führt. Gemeinsam mit der Streitmacht der Wettiner belagert Christian die Burg Haldensleben bei Magdeburg, hilft bei der Verteidigung Goslars und zieht mit dem Heer des Kaisers durch die Lüneburger Heide nach Lübeck, um die reiche und dem Löwen treu ergebene Stadt zu erobern.
Christiansdorf wächst weiter, denn nachdem der Löwe die Gruben am Rammelsberg zerstören ließ, ziehen viele Goslarer Bergleute hierher. Und die Leser können den Mainzer Hoftag von 1184 miterleben, das größte Fest des Mittelalters.
Doch auf Marthe und ihre Verbündeten warten auch im Dorf harte Bewährungsproben. Feinde tauchen auf und wollen alte Rechnungen begleichen, und die Christiansdorfer bekommen schon einmal einen bitteren Vorgeschmack auf das, was ihnen blüht, wenn Ottos ältester Sohn Albrecht die Herrschaft über die Mark Meißen übernimmt. Bevor das Silberdorf Stadtrecht erhält, eskalieren die Ereignisse, und es gibt Tote zu beklagen.

### Personen
- Marthe: Hebamme, Heilerin und Kräuterkundige und Christians Frau
- Christian: Ritter im Dienst des Meißner Markgrafen und Anführer der Siedler
- Lukas: Ritter Christians
- Thomas, Clara und Daniel: Marthes und Christians Kinder
- Johanna, Marie und Karl: Stiefkinder von Marthe
- Jonas: Schmied
- Hilbert: Kaplan in Christians Haushalt
- Reinhard: Ritter und Freund von Christian
- Sebastian: Dorfpfarrer
- Otto von Wettin: Markgraf von Meißen
- Hedwig: Gemahlin von Otto von Wettin
- Albrecht: ältester Sohn Ottos und Hedwigs
- Ekkehart: Kommandant von Ottos Leibwache

Weitere Personen: Kuno und Bertram (Wachen Christians), Hermann (Bergmeister), Hans und Friedrich (ehemals Salzfuhrleute aus Halle), Peter und Anna (Mitglieder einer Jugendbande), Kaiser Friedrich von Staufen, Heinrich der Löwe (Herzog von Sachsen und Bayern), Raimund (Ritter und Christians Freund), Giselbert und Elmar (Ritter und Feinde Christians)

## Der Fluch der Hebamme

### Handlung
Der Roman „Der Fluch der Hebamme“ setzt beinahe fünf Jahre nach dem dritten Band der Reihe ein, im Mai 1189. Marthe und Lukas müssen mit dem Verlust des Geliebten und Freundes zurechtkommen und ihr Verhältnis neu zueinander bestimmen. Außerdem naht unaufhaltsam der Tag, an dem Albrecht, der machtgierige älteste Sohn des Meißner Markgrafen Otto von Wettin, die Regentschaft übernimmt. Es sind gefährliche Zeiten für Marthe, Lukas und ihre Anhänger. Denn Albrecht greift dem Schicksal vor; er nimmt seinen Vater gefangen, um die Erbfolge zu erzwingen – eine historisch verbürgte Episode.
Dieser Teil der Geschichte führt in die Zeit des Dritten Kreuzzuges. Dietrich von Weißenfels, der jüngere Sohn des Meißner Markgrafen, hatte sich 1189 dem Heerzug Barbarossas ins Heilige Land angeschlossen und belagerte mit Richard Löwenherz und Philipp II. von Frankreich Akkon. Im Roman zieht Marthes und Christians ältester Sohn Thomas unter Dietrichs Kommando mit ins Heilige Land. Stück für Stück desillusioniert, muss er das tragische Scheitern der Kreuzfahrer und den Tod vieler seiner Weggefährten erleben.

### Personen
- Marthe: Wehmutter, Heilerin und Kräuterkundige
- Lukas: Ritter im Dienste des Meißner Markgrafen
- Clara: Marthes Tochter und ebenfalls Heilkundige
- Thomas: Marthes Sohn und Knappe am Hof Ottos von Wettin
- Roland: Knappe am Hof Ottos von Wettin
- Reinhard: Ritter auf der Freiberger Burg und zukünftiger Ehemann von Clara
- Elmar: Ritter und vertrauter Albrechts
- Rutger: Knappe und Ziehsohn Elmars
- Giselbert: Ritter
- Otto von Wettin: Markgraf von Meißen
- Hedwig: Gemahlin von Otto von Wettin
- Albrecht: ältester Sohn Ottos und Hedwigs
- Dietrich von Weißenfels: jüngster Sohn Ottos und Hedwigs
- Konrad: Ottos Neffe
- Dedo, Graf von Groitzsch ältester Sohn und verbündeter Albrechts

Weitere Personen: Jonas (Schmied und Ratsherr), Kuno und Bertram (Wachen), Heinrich (Burgvogt), Christian (Stallbursche), Sebastian (Pfarrer), Sophia von Böhmen (Gemahlin von Albrecht), Hartmut (Lehrmeister der Knappen an Ottos Hof), Gerald (Lukas’ ehemaliger Schwager), Dittrich von Kittlitz (Dompropst und späterer Bischof von Meißen), Kaiser Friedrich von Staufen, Heinrich und Friedrich (Söhne Kaiser Friedrichs von Staufen)

## Der Traum der Hebamme

### Handlung
Der fünfte und letzte Band der Romanreihe.
Im Herbst 1191 kehren Marthes Sohn Thomas und der jüngere Sohn des Meißner Markgrafen Otto von Wettin, Dietrich von Weißenfels, vom Dritten Kreuzzug zurück. Doch auch in der Heimat finden sie keinen Frieden. Sofort nach seiner Rückkehr wird Dietrich von seinem älteren Bruder Albrecht angegriffen, dem nunmehrigen Markgrafen von Meißen. Marthe und Lukas, die nach Thüringen ins Exil getrieben worden waren, und auch einige ihrer Freiberger Verbündeten kommen nach Weißenfels, um Dietrich beizustehen. Doch angesichts der zahlenmäßigen Überlegenheit der Gegner bleibt Dietrich keine andere Wahl, als ein Zweckbündnis mit dem Landgrafen von Thüringen einzugehen. Dafür zahlt er einen hohen Preis.
Als Albrecht bei Kaiser Heinrich VI. in Ungnade fällt, will er sich in Leipzig verschanzen und das ganze Land niederbrennen. Lukas und eine Handvoll zu allem entschlossener Ritter sehen keinen anderen Weg, als das Land vom Tyrannen zu befreien. Unter Einsatz ihres Lebens gelangen sie auf die Freiberger Burg, um Albrecht zu töten. Doch alles läuft anders als geplant ...
So finden sich Thomas und Dietrich von Weißenfels 1197 erneut vor Akkon wieder. Erst der Tod des Kaisers und die Streitigkeiten um die Nachfolge auf den Thron ermöglichen es Dietrich, die Mark Meißen im Handstreich zu erobern. Mutige Weggefährten helfen ihm dabei, auch wenn sie dafür ihr Leben wagen müssen.

### Personen
(siehe oben)

## Verfilmung
2014 wurde der erste Band Das Geheimnis der Hebamme unter dem Arbeitstitel Marthes Geheimnis von Roland Suso Richter für die ARD u. a. in Tschechien verfilmt. In dem fast dreistündigen Film, der unter dem Titel der Romanvorlage am Karfreitag 2016 erstmals ausgestrahlt wurde, übernahmen Ruby O. Fee (Marthe), Steve Windolf (Christian), Adrian Moore (Lukas), Martin Leutgeb (Hildebrand), Franz Xaver Kroetz (Markgraf Otto), Susanne Wuest (Hedwig), Michael Fuith (Wiprecht) und Sabin Tambrea (Randolf) die Hauptrollen.

## Buchcover
Die ursprünglichen Buchcover der ersten drei Bände wurden mit Erscheinen des vierten Bandes ersetzt und erhielten eine neue Ausstattung. Darauf abgebildete Romanfiguren wurden in authentischer Kleidung des 12. Jahrhunderts dargestellt und zeigen den jeweiligen Stand der Protagonistin Marthe.